# Programme national de lutte contre le paludisme en Côte d'Ivoire
Le programme national de lutte contre le paludisme (PNLP) créé le 09 mai 1996, a pour but de contribuer de manière significative à l'amélioration du bien-être de la population ivoirienne en réduisant le fardeau du paludisme.

## Historique et création
Le paludisme est endémique en Côte d’Ivoire et toute la population est exposée à la maladie. La transmission a lieu tout au long de l’année, avec un pic d’incidence d’avril à juillet. Le paludisme reste un défi majeur de santé publique en Côte d'Ivoire. En effet, cette infection demeure la première cause des consultations dans le pays. C'est dans ce contexte que le programme national de lutte contre le paludisme (PNLP) en Côte d’Ivoire est créé en 1996 afin de réduire signaficativement le taux de mortalité due à ladite maladie,.

## Mission
Le PNLP organise et coordonne la lutte contre le paludisme en Côte d'Ivoire, élabore les documents de politique et de directives du programme, assure le suivi et l'évaluation de la mise en oeuvre des directives du programme et participe à la mobilisation des ressources nécessaires. 

## Statistique 2020
En Côte d’Ivoire, le nombre de décès dus au paludisme est passé de 3 222 en 2017 à 1 316 en 2020. Soit un taux de mortalité en baisse d’environ 50%. 

## Objectif 2030
La Côte d’Ivoire a pour objectif d’éradiquer le paludisme d’ici à 2030. Le directeur coordonnateur du Programme national de lutte contre le paludisme (PNLP), Antoine Méa Tanoh anime des sections hebdomadaires pour rappeler les causes et les conséquences du paludisme, ainsi que les mesures de prévention contre la maladie. 

## Vaccin antipaludique R21
Pour renforcer la lutte contre le paludisme, le Ministère de la santé, en collaboration avec ses partenaires, procède à l’introduction progressive du vaccin antipaludique R21 dans son calendrier de routine en commençant, depuis le 15 juillet 2024, par 38 districts sanitaires, avec l’ambition d’atteindre les 75 districts sanitaires restants avant la fin de l’année 2024. La Côte d’Ivoire devient ainsi le premier pays de la Région africaine à administrer le R21, second vaccin recommandé par l’Organisation mondiale de la santé (OMS) après le RTS,S, aux enfants de moins de deux ans,,,. 
L’objectif est de contribuer à l’accélération de l’élimination du paludisme en Côte d’Ivoire, surtout chez les enfants. Le vaccin est sûr et efficace et va permettre de réduire la mortalité infantile liée en grande partie par le paludisme. Ainsi, le nouveau calendrier de vaccination des enfants prévoit 4 doses de vaccins antipaludiques (VAP) administrées à 6 mois, 8 mois, 9 mois et 15 mois,,.

## Impact économique et social
En Côte d’Ivoire la charge sociale et économique du paludisme est considérable pour les ménages et le pays. Selon les études, les coûts directs associés au paludisme représentent en moyenne 12 à 14% du revenu des ménages dont les membres actifs perdent en outre 4 à 7 jours de travail,.